# Dick Grayson
Dick Grayson är en karaktär i DC Comics serievärld.
Han är Batmans första protegé och därmed den första Robin. Dick Grayson växte upp på en cirkus där hans föräldrar var akrobater och han var en naturbegåvning. Under en föreställning gick föräldrarnas trapetser sönder och de föll handlöst mot cirkusgolvet. Dick ser sina föräldrar döda på golvet och Bruce ser i pojken sig själv som föräldralös och ensam. Han tar hand om honom och tränar honom till att bli hans följeslagare.
Dick Grayson är den Robin som har varit Batmans följeslagare längst tid. Han var 1940-1980 Batmans assistent tills de bestämde att Jason Todd skulle bli den nya Robin. Efter en lång tid som hans följeslagare lämnar han Batman vid en speciell tidpunkt är han ledaren för Teen Titans och älskar Starfire och har henne som flickvän och sedan tar upp en roll som Nightwing.
Dick Grayson blir Nightwing helt och hållet men behåller även kontakten med Batman.
Dick Grayson tog även över rollen som Batman i de amerikanska serietidningarna när Bruce Wayne antogs vara död.